# Perley
Perley é uma cidade localizada no estado americano de Minnesota, no Condado de Norman.

## Demografia
Segundo o censo americano de 2000, a sua população era de 121 habitantes.
Em 2006, foi estimada uma população de 112, um decréscimo de 9 (-7.4%).

## Geografia
De acordo com o United States Census Bureau tem uma área de
0,6 km², dos quais 0,6 km² cobertos por terra e 0,0 km² cobertos por água.

## Localidades na vizinhança
O diagrama seguinte representa as localidades num raio de 20 km ao redor de Perley.